# Association canadienne des producteurs pétroliers
L’Association canadienne des producteurs pétroliers est un groupe de pression (lobbying) qui représente l’industrie canadienne du pétrole et du gaz naturel en amont (exploration et production, en opposition à l’industrie en aval, qui concerne le raffinage et la commercialisation). Son siège social est situé à Calgary, en Alberta. Les membres de l’Association produisent « 90 % du gaz naturel et du pétrole brut canadien » et « sont partie intégrante d’un secteur national dont les revenus s’élèvent à environ 100 milliards de dollars par année en 2011 ».

## Origines
À l’origine de l’Association se trouve l’Alberta Oil Operators’ Association, fondée en 1927 après la découverte d’un champ pétrolifère à Turner Valley. En 1947, l’Alberta Petroleum Association change son nom pour Western Canadian Petroleum Association, puis fusionne avec la Saskatchewan Operators’ Association en 1952 pour former la Canadian Petroleum Association.
Les objectifs de la Canadian Petroleum Association comprennent notamment :
- l’établissement d’une meilleure compréhension entre l’industrie du pétrole et du gaz naturel ainsi que le public;
- la coopération entre l’industrie du pétrole et du gaz naturel ainsi que les gouvernements fédéral, provinciaux et municipaux, et d’autres organismes faisant autorité.

En 1992, la fusion de la Canadian Petroleum Association et de l’Independent Petroleum Association of Canada forme l’Association canadienne des producteurs pétroliers. Gerry Protti est nommé président fondateur du nouveau groupe. En 2013, Protti est nommé chef de organisme de réglementation de l’énergie de l’Alberta, l’Alberta Energy Regulator, pour un mandat de 5 ans. Cette nomination suscite des critiques de la part, entre autres, des Premières Nations du Traité no 8, de l’Alberta Federation of Labour, de l’Association canadienne des médecins pour l'environnement et de divers groupes environnementaux, qui lui reproche son manque d’impartialité.
Selon le Registre des lobbyistes canadien, l’Association a eu 178 contacts avec des fonctionnaires fédéraux entre janvier et septembre 2012, ce qui en fait le groupe de pression comptant le plus grand nombre de communications cette année-là. La CAPP a exercé des pressions à l’égard de la réglementation sur les oléoducs et les gaz à effet de serre, de la Loi canadienne sur la qualité de l’air, de la Loi sur les pêches et les crédits d’impôt.

## Activités de promotion et de pression

### Promotion du secteur pétrolier
Les réserves totales de pétrole estimées du Canada, y compris celles de pétrole classique, sont d’approximativement 170 milliards de barils, en troisième place derrière celles de l’Arabie Saoudite et du Venezuela.
L’Association fait la promotion du secteur pétrolier qu’elle représente, tandis que les émissions de gaz à effet de serre ont augmenté en 2009 et en 2010, de son propre aveu, ainsi qu’en 2021. Le secteur des sables bitumineux est le deuxième secteur canadien en matière d’émissions de gaz à effet de serre. L’extraction du bitume et d’autres types de pétrole brut lourd requiert plus d’énergie que la production de pétrole brut plus léger et plus accessible.

### Promotion de la fracturation hydraulique
L’Association fait la promotion du recours à la fracturation hydraulique. Des groupes, comme le Conseil des Canadiens et la fondation Sierra Club Canada (en), s’opposent à la fracturation hydraulique à l’échelle du Canada et ont apporté leur soutien à son interdiction en Nouvelle-Écosse et au Nouveau-Brunswick,.

### Promotion de l’export de prétrole brut via la côte ouest du Canada
L’Association appuie et préconise les exportations de pétrole brut canadien via la côte ouest du Canada via le Northern Gateway et le projet d’expansion de KinderMorgan TransMountain.
Les Premières Nations de la Colombie-Britannique comptent parmi les opposants aux oléoducs du Northern Gateway, destinés à permettre le transport de pétrole brut riche en carbone sur des rivières et des plans d’eau critiques d’un point de vue écologique vers des pays sans contrôles du carbone, dont l’Inde et la Chine.

### Promotion du prolongement de l’oléoduc Keystone XL
L’Association  appuie et fait la promotion du projet de prolongement de l’oléoduc par la société canadienne TransCanada. L’oléoduc Keystone XL vise à prolonger et augmenter la capacité des oléoducs existants, qui assurent le transport du pétrole brut provenant des sables bitumineux de l’Athabasca, dans le nord de l’Alberta.
Neuf lauréats du prix Nobel de la paix, dont l’archevêque Desmond Tutu et le Dalaï-lama, ont signé une lettre pour faire pression sur le président américain Barack Obama afin qu’il rejette le projet d’expansion de l’oléoduc Keystone XL de TransCanada.
Les signataires sont d’avis que ce projet sabote les efforts visant à conclure un accord sur la gestion mondiale du carbone et que les projets d’augmentation des exportations entraînent des risques importants et directs pour la paix mondiale.

### Activités de promotion concernant les émissions de GES
L’Association  s’oppose au protocole de Kyoto, duquel Stephen Harper a retiré le Canada en décembre 2011. Les efforts de lobbying de l’Association  comprennent la promotion d’une approche « fabriqué au Canada » et la promotion d’un programme de tarification du carbone. En 2007, une taxe sur le carbone a été mise en place en Alberta, première province productrice de pétrole et de gaz du Canada.
Un rapport de l’Association  de 2008 fait valoir que les gouvernements albertain et fédéral ont adopté « des objectifs d’émissions de GES comparables dans lesquels les grands émetteurs doivent réduire leurs émissions en améliorant leur fonctionnement, en achetant des crédits d’émission ou en investissant dans des fonds technologiques »,.

### Manipulation de l’opinion publique
À l’été 2011, l’Association  demande une rencontre avec de multiples parties prenantes du secteur de l’énergie canadien, dont la Canadian Society for Unconvential Resources (« CSUR », autrefois Canadian Society for Unconventional Gas, ou « CSUG »), des représentants de plusieurs ministères canadiens, dont le ministère de l’Environnement et le ministère de l’Énergie de l’Alberta, ainsi que l’organisme de réglementation autonome du secteur du pétrole et du gaz de l’Alberta, l’Energy Resources Conservation Board (« ERCB », maintenant l’Alberta Energy Regulator). L’objectif de l’Association est de former un comité visant à développer une stratégie de communication publique ayant pour sujet la fracturation et l’utilisation de l’eau associée au développement du gaz de schiste.
En réponse à l’invitation, des hauts fonctionnaires du gouvernement et des représentants  de l’industrie ont assisté à des réunions « pour élaborer un plan visant à façonner les perceptions du public sur le développement du gaz de schiste et l’utilisation de l’eau ». Cette campagne vise à contrer l’image négative qu’aurait le public au sujet de la fracturation hydraulique et de son usage de l’eau, découlant de campagnes d’informations menées par divers organismes .
Le 9 juin 2011, le gouvernement de l’Alberta approuve une campagne de communication collaborative visant à améliorer la perception du public relativement aux gaz de schiste. Selon le procès-verbal des réunions, la mise en œuvre de cette campagne se ferait toutefois individuellement par le gouvernement et les représentants de l’industrie, donnant l’impression que les communications du gouvernement albertain et de l’industrie sont issues d’initiatives distinctes et indépendantes. Le porte-parole du ministère de l’Énergie, Bart Johnson, a diminué l’importance des documents exposant la stratégie de communication, affirmant que ces réunions n’auraient pas dû avoir lieu et qu’elles n’ont aucune portée significative. Plus tard, il affirme toutefois que ce type de réunion est normal dans le cadre des activités courantes du gouvernement. Cet incident suggère une trop grande proximité entre le secteur de l’énergie et le gouvernement albertain.
Le 29 novembre 2011, la CBC et l’Alberta Federation of Labour (« AFL ») enquêtent sur le rôle joué par l’Association afin d’influencer le ministère de l’Environnement de l’Alberta au moyen de communications publiques sur l’extraction du gaz de schiste, pratique controversée qui suscite d’importantes inquiétudes sur le plan environnemental, surtout lorsque la fracturation est employée. Des questions ont été soulevées quant à la légalité de l’influence des intérêts privés sur le gouvernement. Des plaintes ont été déposées, mais rejetées,.

### Élection générale fédérale de 2019
Avant les élections fédérales canadiennes de 2019, l’Association s’est enregistrée en tant que tiers politique. Le Calgary Herald indique que cette décision marque « une rupture inédite avec la tradition » visant à accroître les efforts de promotion de l’Association au nom de l’industrie pétrolière. Alors que les prix du pétrole augmentent, l’industrie pétrolière de l’Alberta enregistre un bénéfice de 909 millions de dollars en 2019, comparativement à une perte de 678 millions de dollars au quatrième trimestre de 2018, selon Statistique Canada. Au premier trimestre de 2019, les bénéfices d’exploitation de l’industrie pétrolière ont augmenté de 1,6 milliard de dollars. Le premier ministre de l’Alberta, Jason Kenney, avait déclaré lors de sa campagne électorale qu’il demanderait à l’industrie de l’énergie « d’augmenter considérablement ses efforts de promotion ».

### Pandémie de COVID-19
L’industrie pétrolière canadienne fait face à chute marquée des prix du pétrole brut canadien pendant la pandémie de COVID-19. Face à des perspectives économiques désastreuses, l’Association intensifie ses efforts de lobbying auprès du gouvernement fédéral. Le 27 mars, le groupe envoie une lettre au ministre des Ressources naturelles Seamus O’Regan et à d’autres ministres afin de leur demander de reporter ou de renoncer à certaines des obligations réglementaires imposées à l’industrie, de reporter l’élaboration ou la mise en œuvre de nouvelles politiques concernant l’industrie et de mettre en œuvre des politiques pour soutenir directement l’industrie. Plus précisément, l’industrie demande, entre autres, de reporter la déclaration de ses émissions de gaz à effet de serre, de reporter la mise en œuvre de la nouvelle réglementation sur le méthane et de la tarification du carbone, et de retarder l’introduction d’une législation visant l’intégration de la Déclaration des droits des peuples autochtones dans le droit canadien. La CAPP demande également au gouvernement fédéral de reporter l’augmentation de la taxe sur le carbone à 30 $/tonne jusqu’à que ce la « reprise économique soit en cours », alors que cette taxe devait atteindre 40 $/tonne en 2021 et 50 $/tonne en 2022.
Le directeur général d'Environmental Defence, Tim Gray, accuse le secteur du pétrole et du gaz de « profiter » de la crise engendrée par la COVID-19 pour demander un « recul généralisé des lois environnementales ». Le chef national de l’Assemblée des Premières Nations, Perry Bellegarde, écrit une lettre au président-directeur général de l’Association, Tim McMillan, le sommant de cesser de demander le report indéfini de la mise en œuvre de la Déclaration des droits des peuples autochtones au Canada. Macmillan a répondu en affirmant que l’Association soutient la déclaration, mais qu’elle ne devrait pas être adoptée pendant la pandémie en raison de la capacité limitée du gouvernement à tenir des consultations pendant cette période.